# Дружбенско езеро
Вижте пояснителната страница за други значения на Дружба.
Дружбенското езеро (също езеро в Дружба или само Дружба) е най-голямото езеро в жилищните райони на София.
Намира се в микрорайон „Дружба 1“ на жилищен комплекс „Дружба“, Район Искър. Районът около езерото е благоустроен в парк, ограничен от булевард „Искърско шосе“ и улиците „Кръстьо Пастухов“, „Тирана“ и „Канала“.
Езерото е разположено в направление югозапад-североизток, като пешеходен мост го разделя на 2 части: по-малка североизточна (заемаща около 1/4 от общата площ) и по-голяма югозападна част. Оформило се е през 1970-те години от подпочвени води при изкопни работи за извличане на строителни материали за разширяване на жилищния комплекс. След появата му езерото е с голи, отвесни брегове, останали от изкопната яма. Постепенно, с течение на годините, теренът се благоустроява, бреговете улягат и около него е създаден парк, наричан „Езерото“.
Днес паркът с езерото предоставят условия за отдих и развлечения. Край моста се намира Културен дом „Искър“ (разполагащ с кинозала и библиотека), след който през улицата на северозапад започва градинка към районния пазар. Около езерото има заведения за хранене, фитнес зала, площадка със спортни уреди. Край западната страна на езерото е съоръжен пристан, край който до неотдавна е имало морски клуб. От пристана ежегодно на Йордановден се хвърля кръст в езерото. От южната страна съответно на малкия и големия дял от езерото са изградени църквите „Св. преп. Наум Охридски“ и „Св. Въведение Богородично“. Наблизо от североизток е 28-и диагностично-консултативен център (бивша поликлиника).
До парка и езерото се стига с масовия градски транспорт – най-близо минават маршрутите на автобусни линии 604, 88 и 10, както и на трамвайни линии 23 и 20. Край Културния дом и отсрещната сграда на администрацията на района е изградена метростанция „Искърско шосе“ на Софийското метро.